# Charles Megnin
Charles Megnin (ur. 1 kwietnia 1915 w Walthamstow, zm. 2 listopada 2003 w Epping) – brytyjski lekkoatleta, chodziarz, medalista mistrzostw Europy z 1946.
Zdobył brązowy medal w chodzie na 50 kilometrów na mistrzostwach Europy w 1946 w Oslo, przegrywając tylko z Johnem Ljunggrenem ze Szwecji i swym kolegą z reprezentacji Wielkiej Brytanii Harrym Forbesem.
Był mistrzem Wielkiej Brytanii (RWA) juniorów w chodzie na 10 mil w 1946 oraz mistrzem seniorów w chodzie na 50 kilometrów również w 1946.
Rekord życiowy Megnina w chodzie na 50 kilometrów wynosił 4:42:01, ustanowiony 3 sierpnia 1947 w Pradze.